# Juan Pablo Rojas Paúl
Juan Pablo Rojas Paúl (Caracas, Estado de Venezuela, 26 de noviembre de 1826 – ibídem, 22 de julio de 1905) fue un político miembro del Liberalismo Amarillo, abogado, experto en temas fiscales, gobernador de la provincia de Caracas en el periodo 1856-1857, durante la segunda administración del General José Tadeo Monagas y presidente de la República desde 1888 a 1890, durante el período post-guzmancista del período conocido como Liberalismo Amarillo.

## Biografía

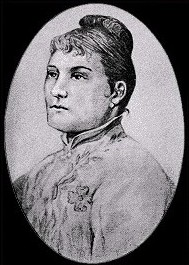
Esposa de Juan Pablo Rojas Paúl, María Josefa Báez Reverón.

Ministro de Hacienda del segundo gobierno de Antonio Guzmán Blanco, se encargó de modernizar los sistemas de recaudación aduanera y de diseñar medidas fiscales para estimular la industria nacional. Durante algunos años, ejerció como cónsul honorario de Ecuador ante el gobierno venezolano. Fue el tercer presidente civil de Venezuela, después de Cristóbal Mendoza y José María Vargas, elegido por el Consejo Federal (en elecciones de tercer grado) con el pleno apoyo de Guzmán Blanco.

## Gobierno
Intentó conciliar entre los seguidores de Antonio Guzmán Blanco y Joaquín Crespo, los verdaderos representantes del poder en Venezuela en esos momentos y estaban enfrentados. Fue el primer civil electo presidente de Venezuela en concluir el mandato constitucional para el que fue elegido. Durante de su mandato rompió relaciones con el Guzmanato al rechazar los términos de un empréstito negociado por Guzmán en Francia. Se abría así una fuerte bronca en el Liberalismo Amarillo y abriendo el camino a la escogencia de Raimundo Andueza Palacio para la sucesión presidencial. 
En su breve gobierno de dos años (establecido por la constitución de 1881) creó la Academia Nacional de la Historia (ANH), en Caracas, designando como Académicos a representantes de las más variadas corrientes políticas del momento. 

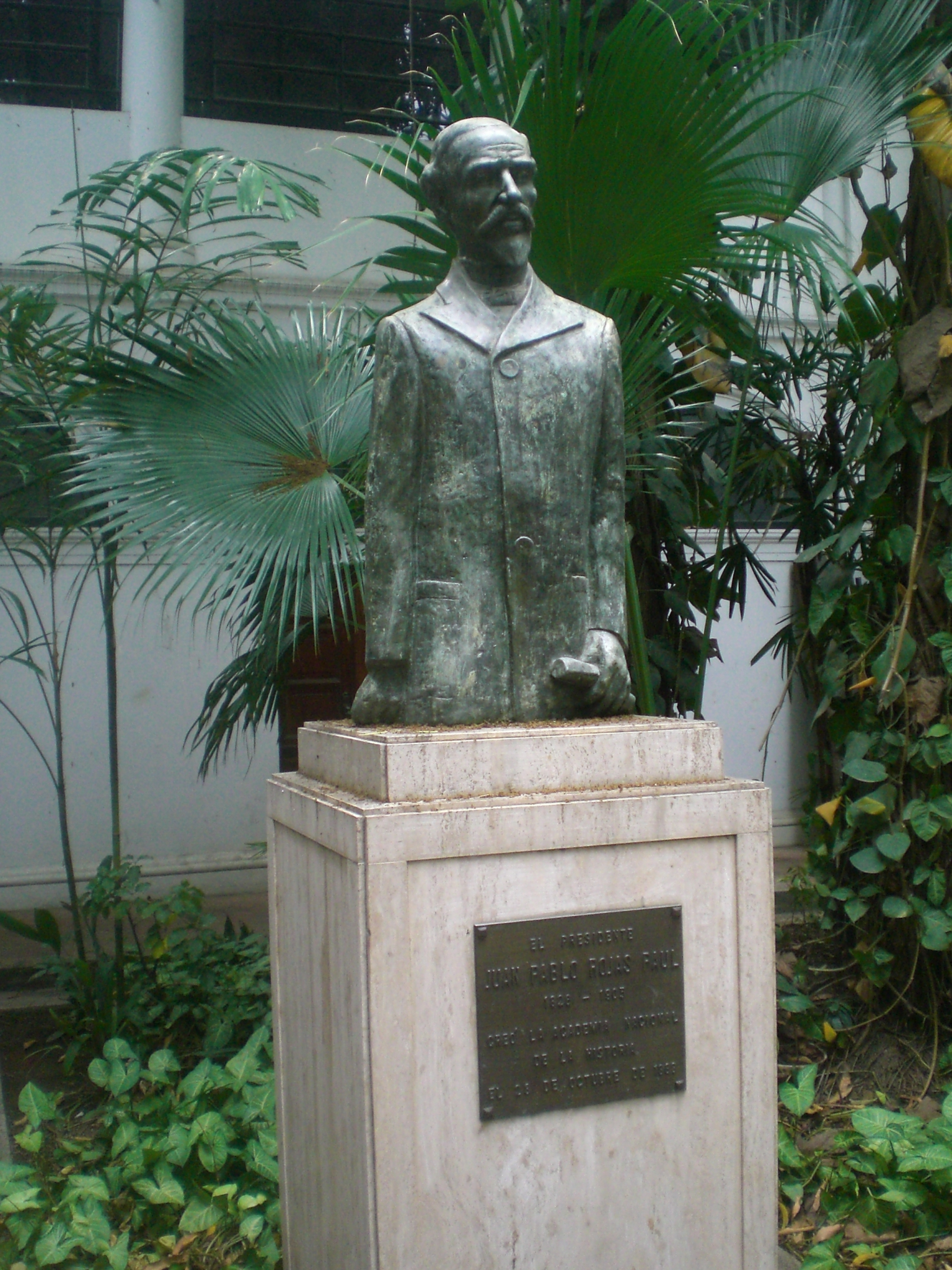
Estatua de Juan Pablo Rojas Paúl en el Palacio de las Academias de Caracas.

Contrario a la política anticlerical de Guzmán Blanco, Rojas Paúl autorizó la creación de las facultades de ciencias eclesiásticas con los colegios nacionales de Maracaibo y Barquisimeto; trajo a las monjas francesas de San José de Tarbes, ayudó a establecer en el país la congregación y las Hermanitas de los Pobres, además, construyó y remodeló numerosas edificaciones religiosas. El presidente fue calumniado por el círculo guzmancista por motivo de estas medidas, Rojas Paúl vindicaría su política religiosa en el mensaje al Congreso de 1890:
«Así como para puentes, acueductos, ferrocarriles, escuelas, muelles, teatros, hospitales, lazaretos, observatorios y cementerios, el Gobierno ha dedicado también sumas considerables para la erección de nuevos templos , y para el ensanche o la reparación de los existentes. Es tan natural lo uno como lo otro desde el punto de vista del ornato público; y si se atiende a otro género de superiores consideraciones, es obvio, aun para los espíritus más celosos por el progreso laico del Estado, que las sociedades no viven sólo de la política, presupuestos, escuelas populares y ferrocarriles, pues hay intereses morales que ligan a las almas con lazos eternos. Estos intereses son fuerzas efectivas, y de las más poderosas en el organismo social; desconocerlas es uno de los más graves errores que puede cometer un hombre público. Está bien que los filósofos esclarezcan y propaguen las más sanas ideas sobre las creencias y los intereses religiosos de los pueblos, como que el error debe extirparse por funesto en todas las esferas de la vida; pero el gobernante, cualesquiera que sean sus convicciones individuales, no tiene ni puede tener misión que se caracterice por la oposición a las creencias de sus gobernados. Chocar contra la conciencia pública no es sistema racional de gobierno; tomar las ideas y las cosas como realmente existen; armonizar las tendencias discrepantes es la síntesis superior del bien público, esa es la ciencia verdadera de la política».
A Rojas Paúl también le tocó inaugurar el cable submarino La Guaira-Antillas Francesas-Europa, desvelar el lienzo Batalla de Carabobo, de Martín Tovar y Tovar, en el salón Elíptico del Capitolio; y decretar la fundación de la Academia Nacional de la Historia. Durante su mandato se editó la obra «Gran recopilación geográfica, estadística e histórica de Venezuela» del general Manuel Landaeta Rosales.

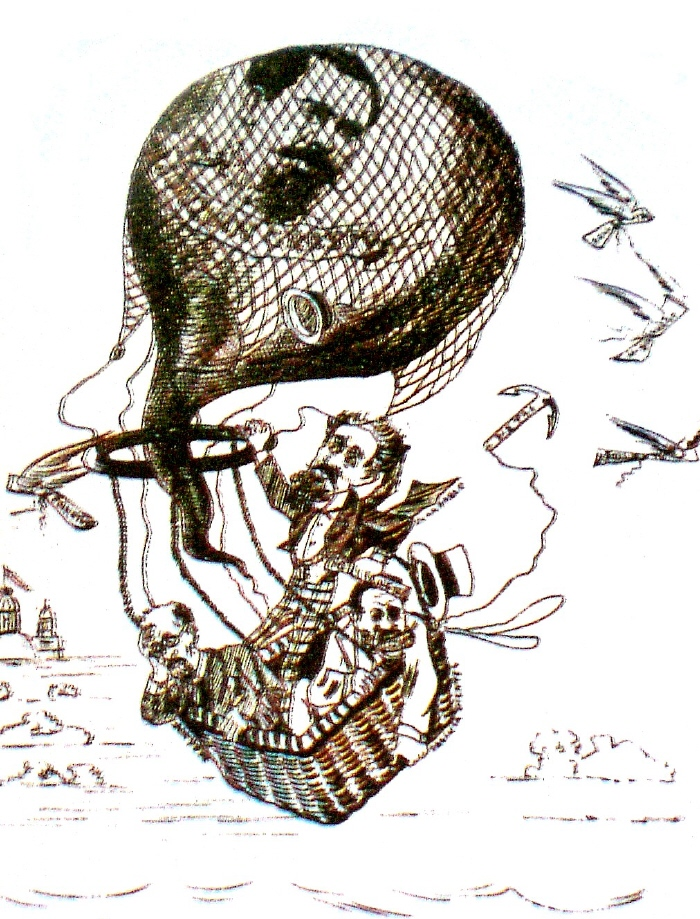
Caricatura del conflicto entre Juan Pablo Rojas Paúl y Joaquín Crespo.

Las construcciones religiosas y hospitalarias (el aún existente Hospital Vargas de Caracas, por ejemplo) son las obras más resaltantes de la administración de Rojas Paúl. Su gobierno tuvo que enfrentar la rebelión de Joaquín Crespo, que organizó un fallido alzamiento. Dominada la situación, Crespo tuvo que marcharse al exilio.
En el gobierno de Rojas Paúl se produjeron manifestaciones antiguzmancistas. Hubo saqueos tanto en la capital como en el interior del país. Estos hechos precipitaron la ruptura del gobierno con Guzmán Blanco, quién pretendía continuar gobernando indirectamente desde París.

## Trayectoria posterior
Tras un largo exilio, regresa a Venezuela en 1897 y al poco tiempo enviuda. Es candidato para las Elecciones Presidenciales de 1897. Tras el triunfo en 1899 de la Revolución Liberal Restauradora con el general Cipriano Castro a la cabeza, Rojas Paúl presenta su nombre en las elecciones de 1900 para formar parte de una Asamblea Constituyente que confirmaría a Castro como presidente. En 1904, desde el lecho de muerte, en su condición de senador, emitiría su voto favorable para la designación de Cipriano Castro y Juan Vicente Gómez como Presidente y Vicepresidente respectivamente. Se ha conocido su frase: «Ahí va la única república en América Latina», cuando la deposición del emperador de Brasil, Pedro II de Brasil, en 1889.